# 앤절라 아길라르
앤절라 아길라르(Ángela Aguilar, 2003년 10월 8일 ~ )는 멕시코계 미국인 가수이다. 정규 2집 앨범 Primero Soy Mexicana 로 그래미상과 라틴 그래미상 후보에 올랐다.

## 음반 목록
- Nueva Tradición (2012)
- Primero Soy Mexicana (2018)
- Baila Esta Cumbia (2020)